# Mario Nunes Vais

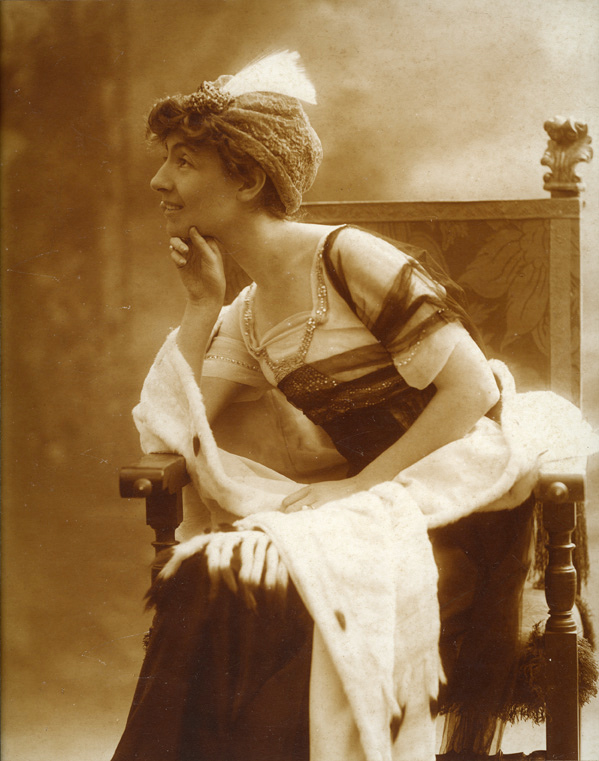
Mario Nunes Vais: Portrét ženy

Mario Nunes Vais (Florencie, 1856 – 1932 tamtéž) byl italský amatérský portrétní fotograf.

## Život
Nunes Vais byl zámožný, vzdělaný a kulturní muž. Svou činnost fotografa provozoval jako hobby. Za 40 let po sobě zanechal více než 60 000 fotografií, které nepostrádají silný smysl pro výtvarné umění.
Setkal se s celou řadu osobností, které pro něj pózovaly v jeho ateliéru nebo v exteriéru na ulici Borgo degli Albizzi v historickém centru Florencie, kde bydlel. Byl oblíbeným fotografem básníka Gabriela D'Annunzia v letech 1898 až 1910.
Mezi další jím portrétované významné osobnosti, které ovlivňovaly italský společenský život, patřili například: Benedetto Croce, Giovanni Gentile, Eugenio Montale, Thomas Mann, Giacomo Puccini, Guglielmo Marconi, Edmondo De Amicis, Paola Borboni nebo Vittorio De Sica.

## Sbírky
- Fratelli Alinari

## Galerie

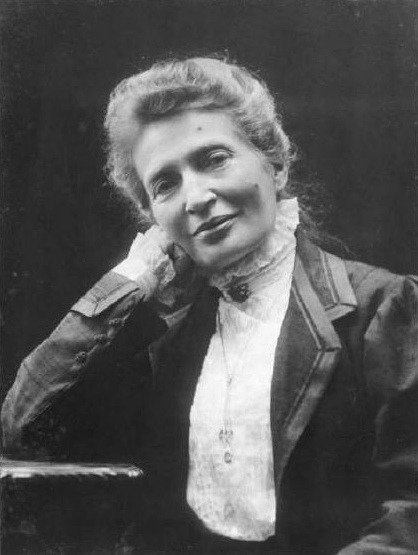
Anna Kuliscioff (1908)
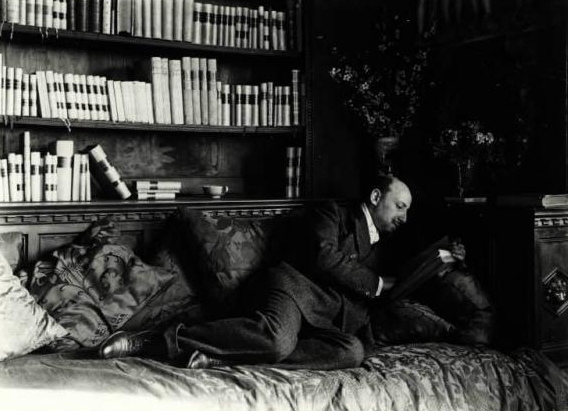
Gabriele D'Annunzio
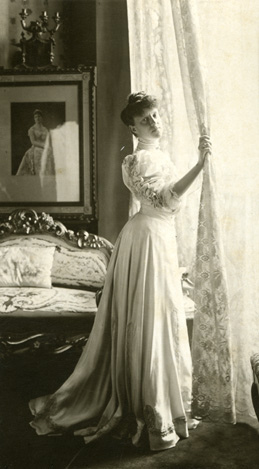
Portrét hraběnky Vittorie Tozzoni Torrigiani (1906)
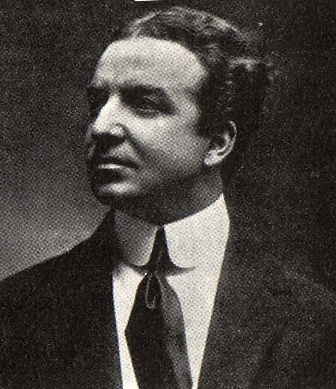
Aldo Palazzeschi
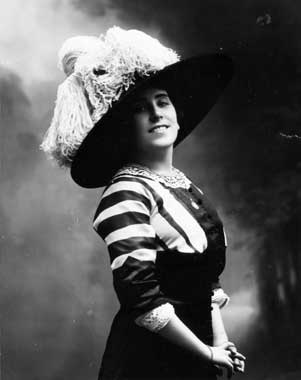
Lucrezia Bori, operní pěvkyně (sopranistka, 1900)
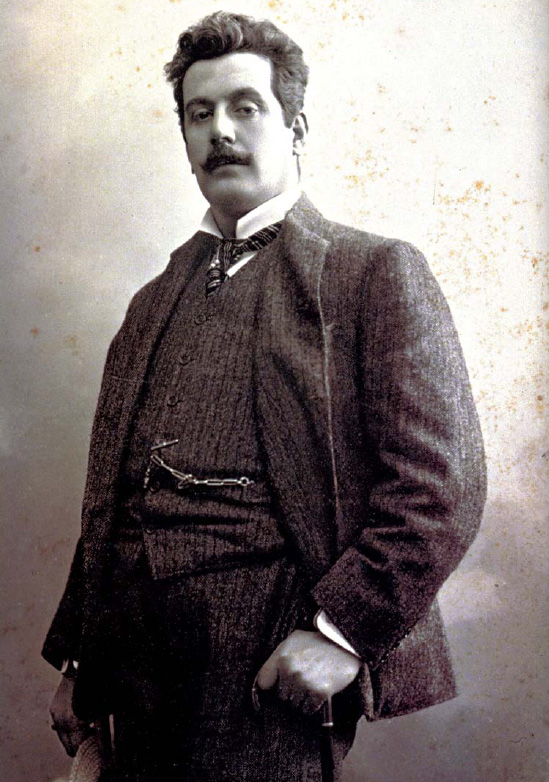
Giacomo Puccini, italský operní skladatel a významný představitel verismu
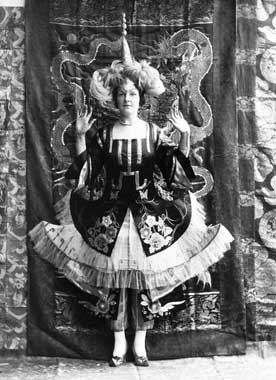
Lady Hortense Acton (1914-15)

## Publikace
- Mario Nunes Vais fotografo. Firenze, Palazzo Vecchio, Sala d'Armi, maggio-giugno 1974, Florence, Centro Di, 1974. publication réalisée sur l'initiative du Gabinetto fotografico nazionale di Roma et de la commune de Florence. Il contient des écrits d'Aldo Palazzeschi, Lamberto Vitali, Carlo Bertelli;
- Marcello Vannucci, Mario Nunes Vais fotografo fiorentino, préfacé par Giovanni Spadolini, Florence, Bonechi, 1975;
- Gli italiani nelle fotografie di Mario Nunes Vais. Roma, Palazzo Venezia, Sala Barbo, 15 novembre-10 dicembre 1978, préfacé par Oreste Ferrari, catalogue réalisé par Maria Teresa Contini, Florence, Centro Di, 1978, exposition et catalogue réalisés par l'Istituto centrale per il catalogo e la documentazione e del Gabinetto fotografico nazionale;
- Claudio Giorgetti, Volti d'epoca, omaggio all'arte fotografica di Mario Nunes Vais, Viareggio, 1997;